# WIMA (azienda)
WIMA Spezialvertrieb elektronischer Bauelemente o semplicemente WIMA è un'azienda di componenti elettronici passivi, in particolare di condensatori elettrici.

## Storia

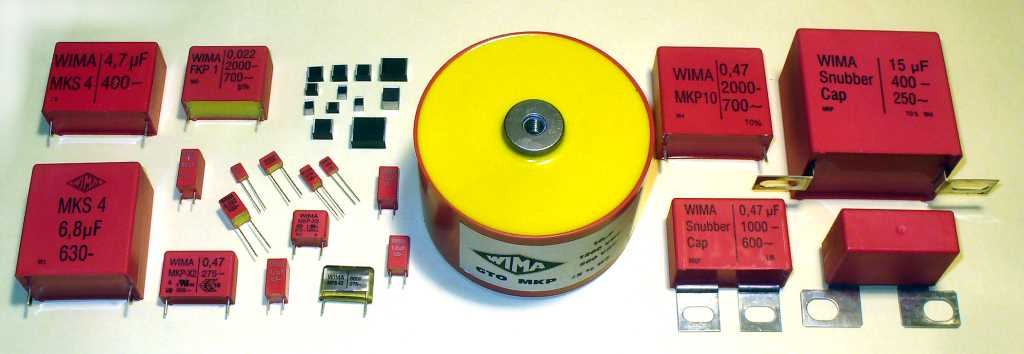
WIMA-Folienkondensatoren

Fondata nel 1948 da Wilhelm Westermann a Unna in Vestfalia, nel giro di pochi anni divenne una delle più note case produttrici di condensatori. La WIMA è sempre stata a conduzione familiare. WIMA ha quattro sedi in Germania: Mannheim e produzioni a Aurich, Berlino e Unna.
L'esplosione dell'elettronica di consumo, come radio e televisori, portò l'industria WIMA a essere leader al pari di altre come Siemens, Roederstein e Valvo. 
Con il lavoro congiunto di persone come Max Grundig nel dopoguerra si ebbe l'affermazione dell'industria elettronica tedesca. Tutti i maggiori costruttori  di elettronica dell'epoca utilizzavano prodotti WIMA: Grundig, Telefunken, SABA, Nordmende, Loewe, Metz, Philips e Dual.

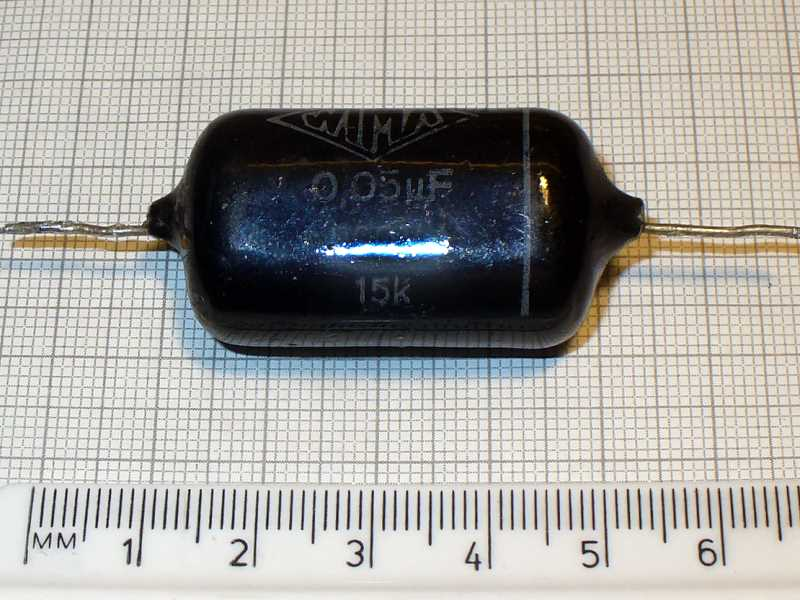
Tipico condensatore WIMA anni cinquanta

In poco tempo divennero noti prodotti come i condensatori laccati esternamente, i cosiddetti condensatori a carta. Negli anni settanta, WIMA presentò i primi condensatori da 5 mm per il montaggio automatico montati su un supporto adatto alle macchine automatiche.
Dalla morte di Wilhelm Westermann nel 1981 la guida del gruppo WIMA passò al figlio Wolfgang Westermann, il quale studia elettrotecnica a Karlsruhe e Monaco di Baviera conseguendo i diplomi di ingegneria e di ingegneria gestionale. 
WIMA oggigiorno segue qualità nei condensatori, certificazioni, condensati nello slogan: Qualität wird gefertigt und kann nicht in ein Produkt hineingeprüft werden.

## Prodotti
WIMA è specializzata in:
- Condensatori a dielettrico in polimero
- Condensatori a carta per radiofrequenza
- Condensatori a corrente continua

in ambito automotive, industriale, hobbistico.

## Galleria d'immagini

### Sedi

WIMA-Werk a Unna
WIMA-Werk a Aurich
WIMA-Werk a Berlino
WIMA-Vertrieb a Mannheim

### Condensatori

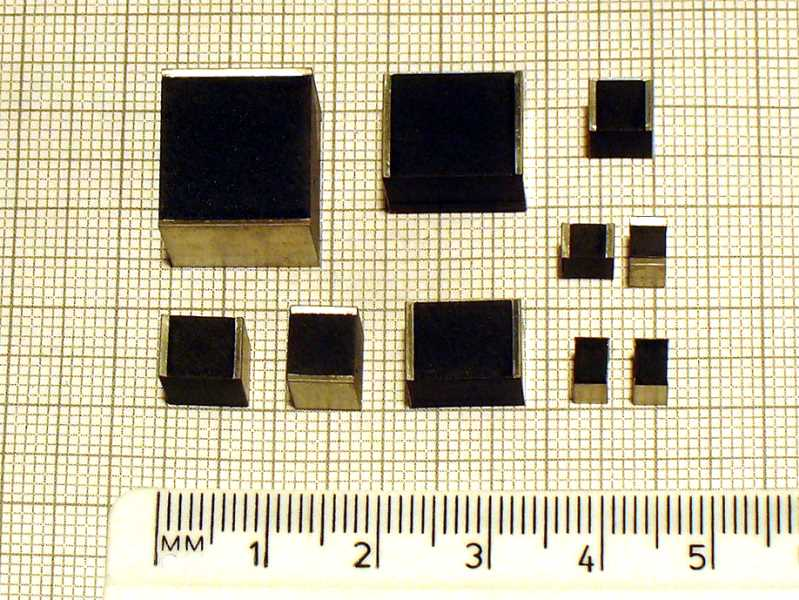
Poliestere metallizzato a montaggio superficiale
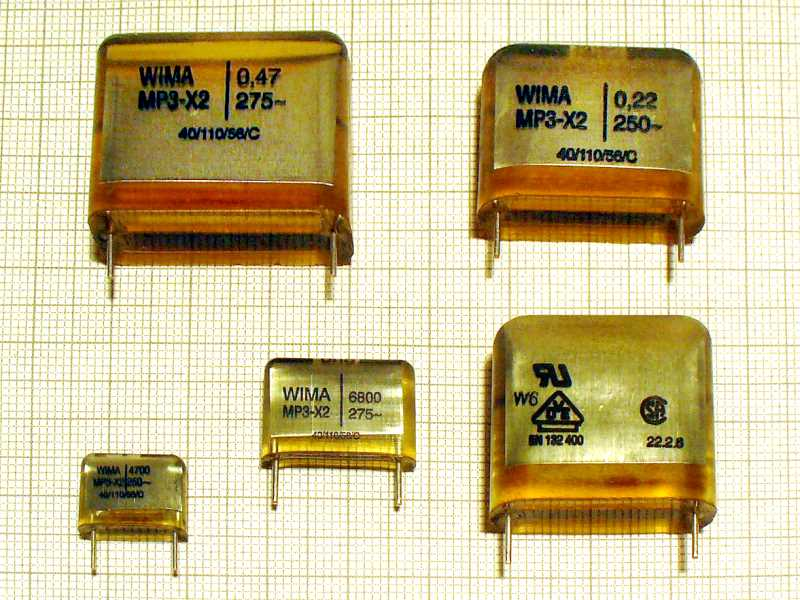
X2-carta metallizzata-Entstörkondensatoren con sicurezza
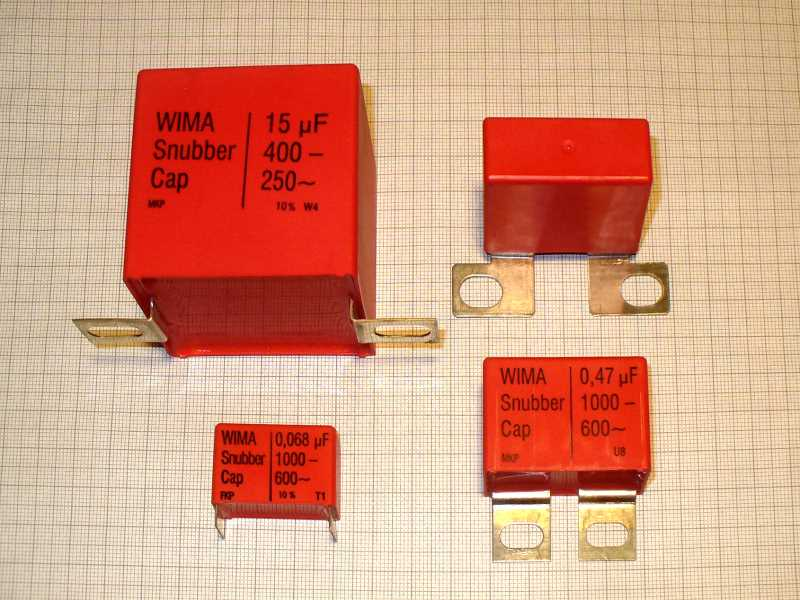
Polipropilene-Snubber con fissaggi piatti per alte tensioni
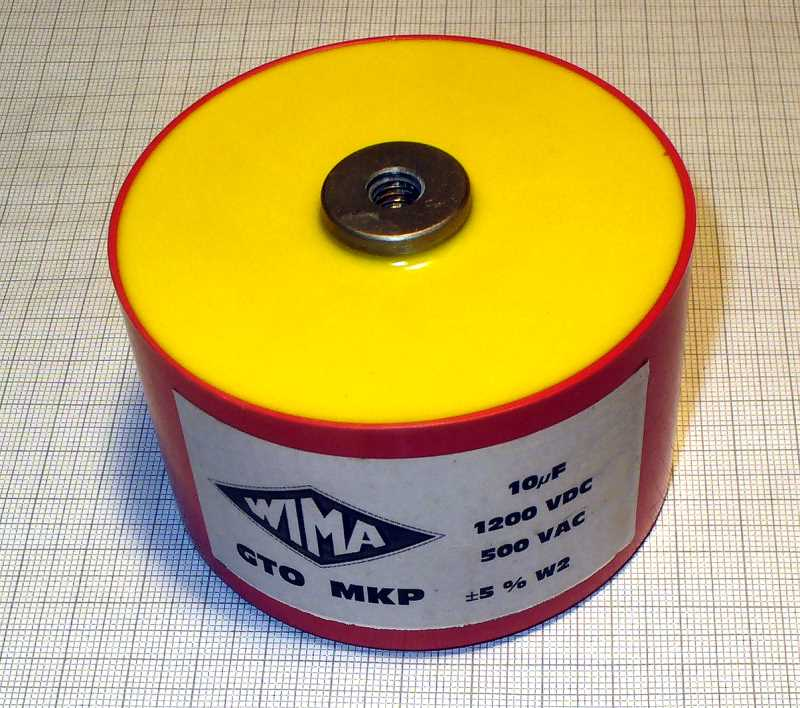
Polipropilene-GTO per impieghi alte frequenze